# Olga Paredes
Olga Paredes é uma arquiteta e wikipedista boliviana. No ano 2022 foi nomeada wikipedista do ano pelo cofundador de Wikipedia, Jimmy Wales, durante o evento anual Wikimania 2022. É a primeira pessoa de Bolívia em receber este que é o principal reconhecimento do Movimento Wikimedia.
É arquiteta pela Universidade Maior de San Andrés. Além de ser coordenadora do grupo Wikimedistas de Bolívia, também faz parte de Wikimujeres, Geochicas e edita em OpenStreetMap.